# 64e parallèle sud
Pour les articles homonymes, voir 64e parallèle.
En géographie, le 64e parallèle sud est le parallèle joignant les points de la surface de la Terre dont la latitude est égale à 64° sud.

## Géographie

### Dimensions
Dans le système géodésique WGS 84, au niveau de 64° de latitude sud, un degré de longitude équivaut à 48,932 km ; la longueur totale du parallèle est donc de 17 616 km, soit environ 44 % de celle de l'équateur. Il en est distant de 7 100 km et du pôle Sud de 2 902 km,.

### Régions traversées
Le 64e parallèle sud passe presque intégralement au-dessus de l'océan Austral, mais coupe à au moins trois reprises des terres émergées : 
- L'île Liège (sur 10 km entre 64° 00′ S, 62° 02′ O et 64° 00′ S, 61° 49′ O)
- La péninsule Antarctique (sur 100 km entre 64° 00′ S, 60° 41′ O et 64° 00′ S, 58° 40′ O)
- L'île James Ross (sur 45 km entre 64° 00′ S, 58° 22′ O et 64° 00′ S, 57° 29′ O)